# 타바코 로드 바스켓볼 리그
타바코 로드 바스켓볼 리그(Tobacco Road Basketball League, TRBL)는 미국의 농구 리그이다. 야구의 마이너 리그와 같은 개념이다. (즉, NBA가 메이저 리그 개념이라는 뜻이다.)

## 현재 팀
| 구단명              | 연고지                      |
| ------------------- | --------------------------- |
| 불시티 레거시       | 노스캐롤라이나주 더럼       |
| 캐리 인베이전       | 노스캐롤라이나주 캐리       |
| 그린즈버러 코브라스 | 노스캐롤라이나주 그린즈버러 |
| 하이포인트 히트     | 노스캐롤라이나주 하이포인트 |
| 롤리 리볼트         | 노스캐롤라이나주 롤리       |
| 올아메리칸 볼러스   | 노스캐롤라이나주 페이엣빌   |